# Jon Crossland
Jon Crossland és un dissenyador i il·lustrador britànic, molt conegut per haver col·laborat amb grans noms de la música en el disseny de les portades i fulletons interiors dels seus àlbums, destacant entre molts altres, la seva col·laboració amb Pink Floyd, Kansas, Alan Parsons, Bruce Dickinson, The Cranberries, etc.

## Obres
Algunes de les obres més destacades són:
- 1970: Pink Floyd - Atom Heart Mother
- 1971: Pink Floyd - Relics
- 1972: Pink Floyd - Obscured by Clouds
- 1988: Pink Floyd - Delicate Sound of Thunder
- 1988: Kansas - In the Spirit of Things
- 1995: Alan Parsons - Alan Parsons Live
- 1995: Renaissance - Da Capo
- 1995: Towering Inferno - Kaddish
- 1995: Pink Floyd - Pulse
- 1996: Almighty - Just Add Life
- 1996: Bruce Dickinson - Skunkworks
- 1997: Fred Frith - Previous Evening
- 1997: Moodswings - Psychedelicatessen
- 1997: Jon Rose - Shopping.Live@Victo
- 1997: Phish - Slip, Stitch and Pass
- 1998: Ian Dury / Ian Dury & the Blockheads - Mr Love Pants
- 1999: The Cranberries - Bury the Hatchet
- 1999: The Cranberries - Promises
- 2000: International Music Series: Music of Italy
- 2000: International Music Series: Celtic Fiddle
- 2000: International Music Series: French Cafe Accordion
- 2000: International Music Series: Memories of Greece
- 2000: Guo Yi / Guo Yue - International Music Series: Music of China
- 2000: Jonathan Mayer - International Music Series: Music of India
- 2000: Tito Heredia / Dario Rossetti-Bonell - International Music Series: Spanish Guitar
- 2002: Healing Sixes - Enormosound
- 2002: The Cranberries - Treasure Box: The Complete Sessions, 1991-1999